# 清水門
清水門（しみずもん）は、東京都千代田区北の丸公園内にある、旧江戸城の門。東面する高麗門と南側に矩折りに建つ櫓門からなる桝形門である。1961年（昭和36年）に「旧江戸城清水門」として国の重要文化財（建造物）に指定されている。

## 概要
清水門は、創建年代は明らかではないが、1607年（慶長12年）に、北の丸普請が行われていたことから、この時期に建てられたものと考えられている。現在の清水門が建っている辺りは、中世には清水寺があったといわれ、江戸時代には江戸城の一画に取り込まれ、北の丸への出入口として利用された。北の丸は、武家地として利用され、江戸時代中期以降は、御三卿のうち田安家（田安徳川家）・清水家（清水徳川家）の屋敷と蔵地に利用された。門を潜り進むと北の丸公園がある。往時、北の丸公園の東側は一帯は清水家が、西側一帯は田安家が、それぞれ所有していた。1624年（寛永元年）に、安芸広島藩主浅野長晟によって改築され、1657年（明暦3年）の大火で焼失したため、翌、1658年（万治元年）に再修築された。明治時代から戦前までは、近衛歩兵連隊の駐屯地となった。「江戸城跡」は国の特別史跡に指定されている。また、江戸城の門のうち清水門のほか、外桜田門と田安門が重要文化財（建造物）に指定されている。
門名の由来
中世の頃に、現在の清水門の建っている辺りに、清水寺があったことから名付けられた。

## 沿革
- 1457年（長禄元年） - 太田道灌によって江戸城が創られた
- 1590年（天正18年） - 徳川家康の居城となる
- 1592年（文禄元年） - 江戸城の大規模な改修が行われた
- 1607年（慶長12年） - 天守閣が建てられる、清水門が建てられたと考えられている
- 1624年（寛永元年） - 安芸広島藩主・浅野長晟によって改築された
- 1657年（明暦3年） - 江戸城が大火に見舞われた
- 1658年（万治元年） - 清水門が再修築された。総構が完成し、大城郭としての形がととのえられた
- 1730年（享保15年） - 北の丸公園は、当時、田安門から南にわたる東側一帯は清水家が所有し、西側一帯は田安家が所有していた
- 年代不詳（明治 - 戦前） - 近衛歩兵連隊の駐屯地として使用された[2]
- 1904年 近衛歩兵第一連隊がここを通って、「常陸丸」に乗船し、日露戦争に出征した。しかし、乗船した「常陸丸」が玄界灘でロシア軍艦に攻撃されて沈没した。それ以来開かずの門となる[3]
- 1964年 東京オリンピック大会を控え、改修がされ、通行が可能になる[3]

## 重要文化財（建造物）
- 旧江戸城清水門 2棟 - 指定年月日:1961年（昭和36年）6月7日、時代:江戸前期、種別:城郭、所有者:国(文部科学省)。江戸城遺構のうち、宮内庁所管外の清水門、田安門、外桜田門が重要文化財に指定されている
  - 清水門

1658年（万治元年）建築、高麗門、本瓦葺
高麗門と櫓門からなる桝形を形づくっている[4]
  - 櫓門（やぐらもん）

1658年頃（万治元年頃）建築、脇戸付櫓門、入母屋造、本瓦葺
櫓門の上部は復元による[5]

## 交通
- 都営地下鉄新宿線 - 九段下駅より徒歩10分
- 東京メトロ半蔵門線 - 九段下駅より徒歩10分
- 東京メトロ東西線 - 九段下駅より10分、竹橋駅より徒歩12分

## ギャラリー
- 清水門から櫓門を見る（2010年4月撮影）
- 櫓門と桜（2010年4月撮影）
- 櫓門の柱頭と軒裏を見る（2010年4月撮影）
- 櫓門の天井を見る（2010年4月撮影）
- 櫓門の北面を見る（2010年4月撮影）
- 櫓門（城内側から見る）（2010年4月撮影）

## 関連文献
- 文化財保護委員会『重要文化財旧江戸城田安門 同清水門修理工事報告書』文化財保護委員会、1967年
- 文化庁『国宝・重要文化財(建造物)実測図集』文化庁、1978年3月
- 『日本の文化遺産 写真資料』日本図書センター、2008年10月
- 『京都女子大学大学院文学研究科研究紀要』京都女子大学大学院文学研究科国文学専攻博士後期課程編 高橋小百合著「〈叛徒〉像の変遷--清水門弥編『前原一誠伝』を中心に」2008年